# Джессі (телесеріал)
Джессі (англ. Jessie) — американський ситком телеканалу Disney Channel, який транслювався з 30 вересня 2011 року по 16 жовтня 2015 року.
В Україні прем'єра відбулась 23 грудня 2011 року на «Disney Channel» у дубляжі студії «Le Doyen». У зв'язку із закриттям телеканалу, серіал став транслюватись на «ПлюсПлюс», але вже у російському дубляжі компанії «Невафільм».

## Сюжет
Джессі відправляється з маленького містечка Техасу (де вона виросла) у Нью-Йорк, у надії стати відомою акторкою. Спершу, вона влаштовується на роботу нянею, і переїжджає у пентхаус, щоб доглядати за дітьми Россів — відомих кінопродюсерів. Але Емма, Люк, Раві та Зурі — не зовсім тихі та слухняні діти, тож Джессі дісталась робота не з легких. Окрім того, їй ще доведеться допомагати лінивому дворецькому Бертраму та доглядати за велетенським вараном пані Кіплінг.

## У ролях

### Головні персонажі
- Деббі Раян — Джессі Прескот — ідеалістична та винахідлива дівчина з військової бази Форт-Худ, штат Техас. Вона нещодавня випускниця середньої школи, яка повстала проти свого суворого батька, який хотів, щоб та пішла в армію. Джессі переїхала до Нью-Йорка, щоб здійснити свої мрії стати акторкою, але через несподіваний поворот подій вона стала нянею для чотирьох дітей Россів. Джессі і діти дуже піклуються одне про одного.
- Пейтон Ліст — Емма Росс —цинічна дівчина, яка прагне змінити світ таким, яким вона його бачить. Вона — найстарша дитина в родині Росс і єдина біологічна дитина Моргана і Крістіни. Емма проводить більшу частину часу із Зурі.
- Кемерон Бойз — Люк Росс— невимушений, кокетливий, спритний хлопець, який народився в Детройті та має пристрасть до відеоігор, брейк-дансу та влаштування пустощів у пентхаусі, особливо полюбивши Джессі.
- Каран Брар — Раві Росс— ніжний, розумний і ввічливий хлопець, який народився і виріс протягом десяти з половиною років у Західній Бенгалії, Індія, і є новим поповненням у родині Россів. Він пройнятий культурою своєї улюбленої батьківщини, але в захваті від свого нового життя в Сполучених Штатах.
- Скай Джексон — Зурі Росс — зухвала, вольова, кмітлива та балакуча дівчина, яку привезли до Нью-Йорка з Уганди, у якій вона народилася. Зурі дуже творча, любить веселки, єдинорогів, русалок і кантрі-музику, а також має багато м’яких тварин і уявних друзів. Вона наймолодша з дітей Росса.
- Кевін Чемберлін — Бертрам Вінкл– дворецький родини Росс. Він буркотливий і часто дуже ледачий, хоча неохоче допомагає Джессі орієнтуватися в її роботі няні для чотирьох дітей Росса.
- Джи Ханнеліус — Макензі (Мак) / Безумна Мак

### Другорядні персонажі
- Кріс Галія — Тоні Чіколіні
- Керолайн Хеннесі — пані Честерфілд
- Крістіна Мур — Крістіна Росс
- Чарльз Естен — Морган Росс
- Джей-Джей Тота — Стюарт  (сезон 2-4)

## Епізоди
| Сезон | Сезон | Епізоди | Оригінальні покази | Оригінальні покази | Оригінальні покази українською | Оригінальні покази українською |
| Сезон | Сезон | Епізоди | Прем'єра           | Фінал              | Прем'єра                       | Фінал                          |
| ----- | ----- | ------- | ------------------ | ------------------ | ------------------------------ | ------------------------------ |
|       | 1     | 26      | 30 вересня 2011    | 7 вересня 2012     | 23 грудня 2011                 |                                |
|       | 2     | 26      | 5 жовтня 2012      | 13 вересня 2013    |                                |                                |
|       | 3     | 26      | 5 жовтня 2013      | 28 листопада 2014  |                                |                                |
|       | 4     | 20      | 9 січня 2015       | 16 жовтня 2015     |                                |                                |

## Продовження
25 лютого 2015 року, Disney Channel анонсував продовження серіалу під назвою Bunk'd. Зйомки розпочались весною 2015 року. У спін-оффі взяли участь Пейтон Ліст, Каран Брар, Скай Джексон. Прем'єра шоу відбулась відразу після оригінального фільму Disney Channel Спадкоємці.

## Інформація про дубляж
Перший сезон серіалу було дубльовано студією LeDoyen на замовлення Disney Character Voices International.

### Ролі дублювали
- Анна Арфєєва — Джессі Прескот
- Єлизавета Марченко — Емма Росс
- Денис Маркульчак — Люк Росс
- Богдан Темченко — Раві Росс
- Софія Масаутова — Зурі Росс
- Максим Кондратюк — Бертрам Вінкл
- Андрій Соболєв — Тоні Чіколіні
- та інші